# Zdeněk Škára
Zdeněk Škára, češkoslovaški rokometaš, * 23. februar 1950, Olomouc, Češkoslovaška, † 21. oktober 2010.
Leta 1972 je na poletnih olimpijskih igrah v Münchnu v sestavi češkoslovaške rokometne reprezentance osvojil srebrno olimpijsko medaljo.